# Никон Чорногорець
Ни́кон Чорного́рець (грец. Νίκωνος τοῦ Μαυρορείτου) або Ни́кон Дивного́рець (грец. Νίκωνος τοῦ Θαυμαστορείτου; прибл. 1025 — після 1097) — християнський письменник, монах Чорної гори, каноніст і дидаскал.

## Біографія
Никон народився в Константинополі, походив із знатної сім'ї, але не отримав систематичної освіти. Ймовірно, за своїм батьком Никон почав військову кар'єру. У видінні Никону з'явилася Богоматір і наказала стати ченцем. Після цього Никон вирушив у Сирію і прийняв чернечий постриг в обителі на Чорній горі (грец. τὸ Μαῦρον ὅρος), відомої ще як Аманос (грец. Ἀμανός — гірський масив на північний захід від Антіохії між Сирією з одного боку та Кілікією, Каппадокією, з іншого). У монастирі Никон став найближчим помічником та учнем Луки, митрополита Аназарбського. Після смерті Луки Никон пішов у монастир Симеона Дивногорця, де жив у побудованій ним самим келії, за монастирською огорожею.
Патріархом Антіохійським Феодосієм II (1075—1084) Никон Чорногорець був благословенний на особливе служіння наставництва (грец. διακονία τοῦ διδασκαλείου). До обов'язків Никона входило як духовне опікування ченцями Дивногорського монастиря, так і наставництво над ченцями і мирянами всього Антіохійського патріархату. Посада дидаскала спонукала Никона до поглибленого вивчення церковних канонів, чернечих уставів, творінь святих отців та Святого Письма. Вороги Никона, серед яких були представники як світської влади, так і ченці, влаштували справжні гоніння проти Никона, в результаті яких він багаторазово виганявся з чернечих обителів, що давали йому притулок, а побудовані ним келії нещадно спалювалися.